# Martyn Pig
Martyn Pig ist ein Thriller des englischen Autors Kevin Brooks von 2002, der sich vor allem an Jugendliche richtet. Das Buch gewann diverse Literaturpreise, unter anderem 2003 den Branford Boase Award.

## Gliederung
Der Roman gliedert sich in neun Kapitel, davon beschreiben sieben die volle Woche (die Woche vor Weihnachten von Mittwoch bis Dienstag), die Protagonist Martyn erlebt. Es folgt der erste Weihnachtsfeiertag als anschließendes Kapitel und zuletzt der Epilog, der noch intensiv an der Handlungsauflösung beteiligt ist. Der Roman ist in der Ich-Perspektive geschrieben.

## Inhaltszusammenfassung
Die Handlung beginnt eine Woche vor Weihnachten. Der 14-jährige Martyn Pig lebt alleine bei seinem Vater, einem starken Alkoholiker namens William Pig. Nach einem häuslichen Unfall kommt sein Vater ums Leben; Martyn ruft jedoch weder die Polizei noch den Notruf, da er fürchtet, er könnte des Mordes verdächtigt werden. Stattdessen beichtet er den Vorfall seiner Freundin Alex, die versucht ihn dazu zu bringen, die Polizei zu verständigen, was Martyn ablehnt. Es wird klar, dass der Vater kurz vor seinem Tod 30.000 Pfund geerbt hat, die Martyn aber nur dann bekommt, wenn es ihm gelingt, den Anschein aufrechtzuerhalten, dass sein Vater noch am Leben ist. So beseitigen die beiden die Leiche in einer Kiesgrube. Jedoch betrügt ihn Alex schließlich und verschwindet mit ihrer Mutter nach Amerika. Zwar wird der Todesfall aufgeklärt und Martyn intensiv verhört, jedoch kommt er am Ende ungeschoren davon. Seine Jugend verbringt er in der Obhut seiner Tante Jean, die sich nun um ihn kümmert.

## Kapitelübersicht

### Mittwoch
Zu Beginn der Geschichte erfährt der Leser einiges über Martyn, seinen ungewöhnlichen Namen und zahlreiche philosophische Themen, die Martyn durchdenkt; auch seine Minderwertigkeitskomplexe werden offengelegt. Die Handlung beginnt, als er von seinem angetrunkenen Vater zum Einkaufen der Lebensmittel fürs Weihnachtsessen geschickt wird. An der Bushaltestelle trifft er seine Freundin Alex. Später kommt es daheim zum Streit mit seinem betrunkenen Vater. William provoziert Martyn, so dass dieser ihn wütend anschreit. Daraufhin will der Vater Martyn mit der Faust angreifen, verfehlt jedoch sein Ziel, prallt mit der Stirn gegen den steinernen Kaminsims und geht tot zu Boden. Ratlos bleibt Martyn zurück und ruft keine Hilfe. Später klingelt Alex an der Tür. Martyn erzählt vom Unfall und zeigt Alex seinen toten Vater. Entsetzt versucht sie Martyn zu überreden, die Polizei zu rufen, er lehnt jedoch ab, da er befürchtet, des Mordes verdächtigt zu werden.

### Donnerstag bis Dienstag
Am nächsten Tag findet Martyn in den Schubladen seines Vaters den Brief eines Anwalts, in dem seinem Vater mitgeteilt wird, dass er 30.000 Pfund von einer Tante geerbt hat. Völlig überrascht überlegen er und Alex, wie sie an das Geld kommen können, was nur möglich ist, wenn der Tod des Vaters unerkannt bleibt. Alex und Martyn wollen am nächsten Tag beginnen, die Leiche wegzubringen und alles Weitere zu veranlassen. Jedoch taucht Alex dann mit ihrem Freund Dean auf. Dieser hatte ein Mikrofon in Alex’ Rucksack versteckt und so alles über den Tod des Vaters und das Geld erfahren. Nun erpresst er Martyn, das Geld heranzuschaffen und an ihn abzugeben, ansonsten würde Dean die Polizei informieren. Alex ist völlig aufgelöst und Martyn muss versuchen, das Geld nun binnen einer Woche abzuheben. Die Leiche befindet sich weiterhin im Haus. Da Martyns Tante Jean, Williams Schwester, einen Besuch angekündigt hat, versuchen Martyn und Alex, der Leiche mittels Schminktechnik und weiteren Tricks wieder Leben einzuhauchen. Es erweckt den Anschein, als läge der Vater schwer erkältet im Bett. Zusätzlich nehmen sie das Atemgeräusch eines Kranken auf Band auf und spielen es ab, sodass die Tante denkt, der Vater würde schwer atmen und so glaubt, er wäre noch am Leben. Schließlich reist die Tante wieder ab. Nun wollen Alex und Martyn die Leiche in einer Kiesgrube entsorgen, wobei die nächtliche Fahrt dorthin aufgrund starken Schneefalls nicht einfach ist. Schließlich beschweren sie den Schlafsack mit Steinen und versenken ihn im Wasser, er verschwindet spurlos. Anschließend kehren sie unbemerkt zurück.
Am nächsten Tag bespricht Martyn mit Alex, wie sie an das Geld kommen und mit der Erpressung durch Dean umgehen sollen. Dabei soll Martyn Dean ablenken, während Alex in Deans Wohnung die Bänder mit dem belastenden Material mitnimmt. Dean erscheint und verlangt das Geld aus dem Erbe. Martyn erklärt ruhig, dass er das Geld nicht habe und die Beweislage so verändert habe, dass man Dean für den Mörder halten würde: Dafür hat er Haare und Zigarettenkippen von Dean in den Schlafsack gelegt und samt der Leiche versenkt. Bei einer Untersuchung der Leiche würde man so mit Sicherheit Dean als Täter überführen. Gleichzeitig stiehlt Alex mithilfe eines Zweitschlüssels die belastenden Bänder aus dessen Wohnung und vernichtet somit sämtliche Beweise, die Martyn und Alex belasten könnten. Dean ist entsetzt und verlässt das Grundstück wieder mit seinem Motorrad. Alex besucht Martyn, beide vernichten zusammen die Bänder und Alex geht kurz ins Badezimmer, da sie verschmierte Hände hat. Später stellt sich heraus, dass es sich hierbei um Bremsflüssigkeit handelt und Alex diese an Handtüchern abwischt, die in Martyns Badezimmer bleiben.
Alex scheint tags darauf nicht auffindbar. Stattdessen kommen Polizisten zu Martyn und wollen mit ihm sprechen, da Dean tot ist. Er hatte einen schweren Motorradunfall aufgrund sabotierter Bremsleitungen. Die Polizisten entdecken im Badezimmer die ölverschmierten Handtücher und nehmen Martyn mit auf die Wache, da er nun unter Tatverdacht steht. Langsam wird Martyn bewusst, dass er von Alex betrogen wurde. Sie hatte die Bremsleitungen sabotiert und Dean getötet, da er sie als Zeuge vielleicht später belastet hätte. Danach hat sie zusammen mit ihrer Mutter das Geld von der Bank abgehoben, indem sie zuvor die Bankkarte heimlich von Martyn gestohlen hatte, und anschließend das Land verlassen. Martyn muss auf der Wache bleiben. Später erfährt er von den Polizisten, dass sein Vater tot in der Grube gefunden wurde. Martyn spielt den Überraschten und heuchelt Entsetzen, sodass er nicht verdächtigt wird. Die Polizei hat die Leiche nach einem anonymen Hinweis gefunden, vermutlich von Alex, die inzwischen schon auf dem Weg in die USA ist.

### Weihnachtstag
An den folgenden Tagen wird Martyn mehrfach verhört, schließlich kommt er in die Pflege seiner Tante Jean. Die Untersuchungen werden nach einiger Zeit ebenfalls eingestellt, da es keine handfesten Beweise gibt. Dean ist tot und Tante Jean entlastet Martyn, da sie glaubt, dass sie den Vater noch lebend im Bett gesehen hat. Letztlich nimmt es ein gutes Ende für Martyn und er kommt ohne Strafe davon.

### Epilog
Fast ein Jahr später lebt Martyn weiterhin bei seiner Tante. Er bekommt einen Brief von Alex, die mit ihrer Mutter mithilfe des Geldes das Fundament für ein neues Leben in den USA geschaffen und dort eine vielversprechende Schauspielkarriere begonnen hat. Im Brief spielt sie auf Martyns philosophische Auslegung von „Gut“ und „Böse“ an, die besagt, dass etwas nur dann „böse“ ist, wenn man selbst es dafür hält, egal was Außenstehende davon denken. Sie schreibt, dass sie diese Theorie nach all dem Geschehenen endlich nachvollziehen kann. Es bleibt unklar, ob der Kontakt zwischen Martyn und Alex nach Ankunft des Briefs weiter besteht.

## Ausgaben
Englisch:
- Martyn Pig, English edition, 2007, ISBN 0-439-50752-9

Deutsch:
- Martyn Pig, 2004, ISBN 3-423-70866-2